# 馮三
冯三（？—1352年），元朝官吏，湖广等处行中书省的公使。
冯三没有读过书。湖广被红巾军攻陷，皂隶之辈都起来，剽掠杀人，拉冯三加入。冯三推辞：“贼名声太坏，我等岂可去做。”众人开始强迫他，最终不从，这些人大怒将杀他，冯三于是唾骂。红巾军将他绑在十字木上，抬着走，剐其肉，冯三大骂不止。到江边，断其喉，把他扔下了。其妻随冯三号泣，俯身拾他剐下来的肉，放在布裙中。等到红巾军走远来，收拾冯三血骸，脱衣裹起来大哭，自己投江而死。